# بيت مهنا (بعدان)

تعديل مصدري - تعديل

بيت مهنا محلة تابعة لقرية بيت الابلم، التابعة لعزلة حيسان بمديرية بعدان إحدى مديريات محافظة إب في الجمهورية اليمنية، بلغ تعداد سكانها 129 حسب تعداد اليمن لعام 2004.